# Canton de la Crau
Le canton de la Crau est une circonscription électorale française située dans le département du Var et la région Provence-Alpes-Côte d'Azur.

## Géographie
Ce canton est organisé autour de La Crau dans les arrondissements de Draguignan et Toulon. Son altitude varie de 0 m à 642 m (Bormes-les-Mimosas).

## Histoire
Le canton a été créé par décret du 2 août 1973 scindant le canton d'Hyères.
Par décret du 27 février 2014, le nombre de cantons du département est divisé par deux, avec mise en application aux élections départementales de mars 2015. Le canton de la Crau est conservé et s'agrandit. Il passe de 3 communes + fraction Hyères à 5 communes + fraction Hyères.

## Représentation

### Conseillers généraux de 1973 à 2015
| Période | Période      | Identité                             | Étiquette    | Qualité                                                                                                  |
| ------- | ------------ | ------------------------------------ | ------------ | --- |
| 1973    | 1982         | Louis Palazy                         | DVD puis PS  | Maire de La Crau (1971-1989)                                                                             |
| 1982    | 1988         | Roland Thévenet                      | RPR          | |
| 1988    | 1999 (décès) | Philippe de La Lombardière de Canson | DVD puis RPR | Exploitant agricole Député (1994-1997) Maire de La Londe-les-Maures (1971-1995)                          |
| 1999    | 2015         | Marc Giraud                          | RPR puis UMP | Sapeur pompier professionnel Maire de Carqueiranne (1997-2015) Premier vice-président du Conseil général |

### Représentation depuis 2015
| Période élective | Période élective | Mandat | Mandat           | Identité           | Nuance | Nuance | Qualité |
| ---------------- | ---------------- | ------ | ---------------- | ------------------ | ------ | ------ | --- |
| 2015             | 2021             | 2015   | 2021             | Patricia Arnould   |        | DVD    | Fonctionnaire territoriale Première adjointe au maire de La Crau                                                                      |
| 2015             | 2021             | 2015   | 2021             | Marc Giraud        |        | LR     | Sapeur pompier professionnel Président du conseil départemental (2015-2022)                                                           |
| 2021             | 2028             | 2021   | en cours         | Patricia Arnould   |        | DVD    | Conseillère sortante |
| 2021             | 2028             | 2021   | 2022 (démission) | Marc Giraud        |        | LR     | Conseiller sortant Président du conseil départemental (2015-2022)                                                                     |
| 2021             | 2028             | 2022   | 2022 (démission) | François de Canson |        | DVD    | Chef d'entreprise Maire de La Londe-les-Maures Président de la communauté de communes (depuis 2010) Conseiller régional (depuis 2015) |

### Résultats détaillés

#### Élections de mars 2015
À l'issue du 1er tour des élections départementales de 2015, deux binômes sont en ballottage : Patricia Arnould et Marc Giraud (Union de la Droite, 46,16 %) et Aline Renck-Guigue et Pierre Royet (FN, 38,27 %). Le taux de participation est de 51,33 % (20 551 votants sur 40 038 inscrits) contre 49,77 % au niveau départemental et 50,17 % au niveau national.
Au second tour, Patricia Arnould et Marc Giraud (Union de la Droite) sont élus avec 59,45 % des suffrages exprimés et un taux de participation de 52,59 % (11 549 voix pour 21 054 votants et 40 033 inscrits).

#### Élections de juin 2021
Le premier tour des élections départementales de 2021 est marqué par un très faible taux de participation (33,26 % au niveau national). Dans le canton de la Crau, ce taux de participation est de 36,59 % (15 519 votants sur 42 410 inscrits) contre 33,03 % au niveau départemental. À l'issue de ce premier tour, deux binômes sont en ballottage : Patricia Arnould et Marc Giraud (LR, 64,27 %) et Carole Commandeur et Jean Claude Delbois (binôme écologiste, 15 %).
Le second tour des élections est marqué une nouvelle fois par une abstention massive équivalente au premier tour. Les taux de participation sont de 34,36 % au niveau national, 36,4 % dans le département et 40,58 % dans le canton de la Crau. Patricia Arnould et Marc Giraud (LR) sont élus avec 74,72 % des suffrages exprimés (11 711 voix pour 17 211 votants et 42 415 inscrits),,.

## Composition

### Composition de 1973 à 2015

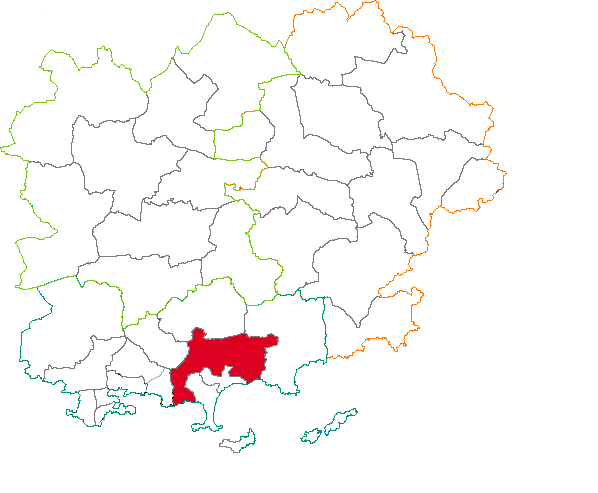
Situation du canton de la Crau dans le département du Var avant 2015.

Lors de sa création, le canton de Crau regroupait 3 communes entières et une fraction d'Hyères :
- Carqueiranne,
- La Crau,
- La Londe-les-Maures,
- la portion de la ville d'Hyères située au Nord de l'axe des voies ci-après : Le Gapeau (jusqu'à l'intersection du chemin départemental n° 12 avec la route nationale n° 98), la route nationale n° 98, le ruisseau de l'Icarde et la retenue des Borrels.

### Composition depuis 2015
| Nom                             | Code Insee | Intercommunalité                       | Superficie (km2) | Population (dernière pop. légale)               | Densité (hab./km2) | Modifier                                    |
| ------------------------------- | ---------- | -------------------------------------- | ---------------- | ----------------------------------------------- | ------------------ | ------------------------------------------- |
| La Crau (bureau centralisateur) | 83047      | Métropole Toulon-Provence-Méditerranée | 37,87            | 19 416 (2022)                                   | 513                | modifier les données · modifier les données |
| Bormes-les-Mimosas              | 83019      | CC Méditerranée Porte des Maures       | 97,32            | 8 361 (2022)                                    | 86                 | modifier les données · modifier les données |
| Hyères                          | 83069      | Métropole Toulon-Provence-Méditerranée | 132,38           | Fraction : 7 952 (2022) Commune : 55 384 (2022) | 418                | modifier les données · modifier les données |
| Le Lavandou                     | 83070      | CC Méditerranée Porte des Maures       | 29,65            | 6 431 (2022)                                    | 217                | modifier les données · modifier les données |
| La Londe-les-Maures             | 83071      | CC Méditerranée Porte des Maures       | 79,29            | 11 010 (2022)                                   | 139                | modifier les données · modifier les données |
| Rayol-Canadel-sur-Mer           | 83152      | CC du golfe de Saint-Tropez            | 6,83             | 644 (2022)                                      | 94                 | modifier les données · modifier les données |
| Canton de la Crau               | 8302       |                                        |                  | 53 814 (2022)                                   |                    | modifier les données                        |

Le canton est composé de :
1. cinq communes entières,
2. la partie de la commune d'Hyères située au nord d'une ligne définie par l'axe des voies et limites suivantes : depuis la limite territoriale de la commune de Carqueiranne, route de la Benoîte, chemin du Col-de-Serre, route des Loubes, route départementale 276, rond-point Saint-Martin, chemin Saint-Jean, chemin du Rocher-Saint-Jean, rond-point du Maréchal-Juin, route départementale 276a, autoroute A 570 jusqu'au rond-point de la route de Toulon (route départementale 98), route de Toulon (route départementale 46, puis route départementale 554), avenue de Toulon (route départementale 554), allée de la Roche-Taillée, prolongement droit jusqu'au croisement du chemin de Beauvallon, ligne droite jusqu'au croisement entre l'impasse de Beauvallon et le chemin de Beauvallon-Haut, chemin de Beauvallon-Haut, chemin du Vieux-Château, montée de Noailles, rue Saint-Pierre, rue Barruc, rue Saint-Esprit, rue du Trou-de-la-Serre, sentier Saint-Pierre, montée de Noailles, avenue Paul-Long-Prolongée, boulevard Matignon, boulevard Frédéric-Mistral, traversée Frédéric-Mistral, boulevard Frédéric-Mistral, boulevard d'Orient, avenue du Général-Mangin, rue de Castelnau, avenue Alphonse-Denis, avenue du Quinzième-Corps, chemin de l'Excelsior, rue Eugène-Berre, avenue du Docteur-Zamenhof, impasse du Docteur-Zamenhof, ligne droite dans le prolongement de l'impasse du Docteur-Zamenhof jusqu'au chemin de l'Excelsior, chemin de l'Excelsior, chemin de Bellevue, allée Victor-Bellaguet, avenue de Rottweil, rue Guy-Couffe, chemin du Plan-du-Pont, traverse du Plan-du-Pont, ligne droite dans le prolongement de la traverse du Plan-du-Pont, cours du Gapeau, ligne droite perpendiculaire au cours du Gapeau dans l'axe du chemin du Vivier, route de Pierrefeu (route départementale 12), chemin du Moulin-du-Premier (route départementale 12), chemin des Bords-du-Gapeau, route départementale 98, chemin des Ourlèdes, chemin du Moulin-Premier (route départementale 559A), jusqu'à la limite territoriale de la commune de La Londe-les-Maures.

## Démographie

### Démographie avant 2015
| 1975 | 1982 | 1990   | 1999   | 2006   | 2011   | 2012   |
| ---- | ---- | ------ | ------ | ------ | ------ | ------ |
| -    | -    | 26 119 | 32 322 | 35 731 | 37 439 | 36 291 |

### Démographie depuis 2015
En 2022, le canton comptait 53 814 habitants, en évolution de +6,37 % par rapport à 2016 (Var : +4,98 %, France hors Mayotte : +2,11 %).
| 2013   | 2018   | 2022   |
| ------ | ------ | ------ |
| 46 220 | 51 603 | 53 814 |